# Melitta budensis
Melitta budensis är en biart som först beskrevs av Alexander Mocsáry 1878.
Melitta budensis ingår i släktet blomsterbin och familjen sommarbin. Inga underarter finns listade i Catalogue of Life.